# Guo Jia
Guo Jia (170 – 207) è stato un generale cinese sotto Cáo Cāo.

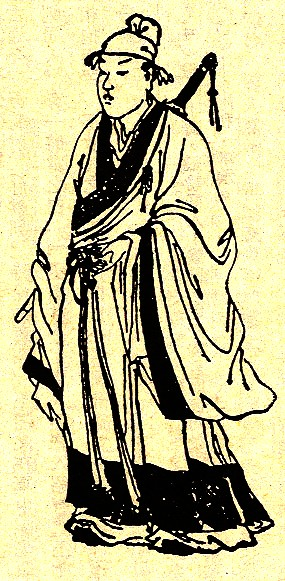
Guo Jia

Spesso lodato da Cáo Cāo per la sua astuzia, Guo Jia aiutò molto il suo signore a porre le basi per la formazione del Regno Wei. Era lo stratega di Cáo Cāo nella battaglia di Xia Pi e fece inondare il castello per far precipitare il morale delle truppe di Lu Bu. Dopo Guan Du morì giovane. Cáo Cāo, dopo la sconfitta nella Battaglia di Chibi, si lamenta: "se solo avessi avuto Guo Jia...".